# Rubén Bareño
Rubén Bareño (Las Piedras, 23 de enero de 1944) es un exfutbolista uruguayo que jugaba de puntero izquierdo, habiéndose desempeñado en River Plate, Cerro, Nacional, Deportivo Cuenca entre otros, además de en la Selección uruguaya.

## Trayectoria
Comenzó su carrera en River Plate pasando rápidamente a Cerro donde debutó profesionalmente en 1967. Ese año jugó por los New York Skyliners de la United Soccer Association, donde jugó diez partidos y convirtió dos goles.
Tras su retorno al fútbol uruguayo con Cerro, por el que fue co-goleador del Campeonato Uruguayo 1968 con ocho tantos, pasó a Nacional donde jugó en 1970 y 1971. Con Nacional fue Campeón de la Copa Libertadores y la Copa Intercontinental de 1971, además de ser Campeón Uruguayo en 1970 y 1971.
Entre 1972 y 1973 jugó en el Deportivo Cuenca de Ecuador, y en 1974 en Racing de Avellaneda.

## Selección nacional
Integró la Selección uruguaya en catorce ocasiones entre 1967 y 1970, participando tanto de las Eliminatorias como del Mundial de México 1970.

## Palmarés

### Campeonatos nacionales
| Título                      | Club     | País    | Año  |
| --------------------------- | -------- | ------- | ---- |
| Primera División de Uruguay | Nacional | Uruguay | 1970 |
| Primera División de Uruguay | Nacional | Uruguay | 1971 |

### Copas internacionales
| Título                | Equipo   | Año  |
| --------------------- | -------- | ---- |
| Copa Libertadores     | Nacional | 1971 |
| Copa Intercontinental | Nacional | 1971 |
| Copa Interamericana   | Nacional | 1972 |

### Distinciones individuales
| Distinción                                           | Año  |
| ---------------------------------------------------- | ---- |
| Goleador de la Primera División de Uruguay (8 goles) | 1968 |